# Madách Aladár
Alsósztregovai és kiskelecsényi Madách Aladár József Imre (Csesztve, 1848. január 1. – Alsósztregova, 1908. július 26.) magyar költő, író, műkritikus, spiritiszta, megyei törvényhatósági bizottsági tag, Madách Imre költő és Fráter Erzsébet fia.

## Életpályája
16 éves koráig apjáék házában, 1853-ig Csesztvén, azután pedig Alsósztregován neveltetett. Szüleinek válása után, ötéves korától neveltetésére nagyanyja, özv. id. Madách Imréné (Majthényi Anna) gyakorolt befolyást. Édesapja 1864-ben elhalálozván, a piaristák pesti gimnáziumába ment, ahol az érettségi vizsga letételéig tanult. A jogot a pozsonyi akadémián, majd az egri líceumban hallgatta és 1869-ben bírói vizsgát tett. 1870–71-ben egy évig volt külföldön és beutazta Olaszországot, Franciaországot és Angliát. Azután visszavonult atyjának alsósztregovai birtokára, ahol gazdálkodott. A London Spiritualist Alliance tagja volt. 1881-ben egybekelt Fekete Máriával, Győrben.
Verskötetei és spiritiszta jellegű munkái jelentek meg. Költeményei leginkább a következő újságok közölték: Új Nemzedék (1887), Ország-Világ (1888–1889), A Hét (1890), Magyar Alföld (1895), Jelenkor (1896).

## Művei
- Szerelem könyve. Költemény (névtelenül, Bp., 1880)
- Hangok a pusztán. Költemények; Tettey Nándor, Bp., 1881
- Romlott Magyarország. Országos ünnepléseink alkalmából; Hírlap Ny., Bp., 1898
- A szellembúvárlat irányeszméi; szerzői, Bp., 1899
- Romlott Magyarország. Lyrai korkép; 2. tetemesen bőv. kiad.; Lampel, Bp., 1908
- Madách Imre levelezéséből; sajtó alá rend. Komlós Aladár et al.; Egyetemi Ny., Bp., 1933 (Magyar irodalmi ritkaságok)
- Madách Aladár művei, 1-2.; Madách Irodalmi Társaság, Bp., 2002–2005
  - 1. Versek; sajtó alá rend. Bene Kálmán, Andor Csaba; 2002
  - 2. Próza; szerk., sajtó alá rend., utószó Tarjányi Eszter; 2005

### Fordításai
- Alfred Russel Wallace: A gyakorlati spiritualizmus védelme; ford. Madách Aladár; Rényi biz., Bp., 1913 (Lelki tünemények)